# Équipe de Tchécoslovaquie féminine de basket-ball
 (décembre 2020).
Si vous disposez d'ouvrages ou d'articles de référence ou si vous connaissez des sites web de qualité traitant du thème abordé ici, merci de compléter l'article en donnant les références utiles à sa vérifiabilité et en les liant à la section « Notes et références ».
Maillots
Actualités
L’équipe de Tchécoslovaquie féminine de basket-ball  était la sélection des meilleures joueuses tchécoslovaques. Elle était placée sous l’égide de la Fédération tchécoslovaque de basket-ball.
Depuis la partition de la Tchécoslovaquie en 1993, l’Équipe de République tchèque féminine de basket-ball a obtenu deux médailles en Championnat d’Europe, tout d'abord l'argent en 2003 puis le titre européen en 2005.

## Palmarès
- Médaille d'argent au Championnat du monde : 1964, 1971
- Médaille de bronze au Championnat du monde : 1957, 1959, 1967, 1975
- Médaille d'argent au Championnat d'Europe : 1952, 1954, 1962, 1966, 1974, 1976, 1989
- Médaille de bronze au Championnat d'Europe : 1950, 1956, 1958, 1960, 1964, 1972, 1978, 1981

## Parcours en compétitions internationales

### Parcours aux Jeux olympiques
Voici le parcours de l'équipe de République tchèque aux Jeux olympiques :
- 1976 : 4e
- 1980 :  3e
- 1984 : Non qualifiée
- 1988 : 8e
- 1992 : 6e

### Parcours en Championnat du monde
Voici le parcours de l'équipe de République tchèque en Championnat du monde :
- 1953 : Non qualifiée
- 1957 :   Troisième
- 1959 :   Troisième
- 1964 :   Finaliste
- 1967 :   Troisième
- 1971 :   Finaliste
- 1975 :   Troisième
- 1979 : Non qualifiée
- 1983 : Non qualifiée
- 1986 : 4e
- 1990 : 4e

### Parcours en Championnat d’Europe
Voici le parcours de l'équipe de République tchèque en Championnat d’Europe :
- 1938 : Non qualifiée
- 1950 :   Troisième
- 1952 :   Finaliste
- 1954 :   Finaliste
- 1956 :   Troisième
- 1958 :   Troisième
- 1960 :   Troisième
- 1962 :   Finaliste
- 1964 :   Troisième
- 1966 :   Finaliste
- 1968 : 9e
- 1970 : 5e
- 1972 :   Troisième
- 1974 :   Finaliste
- 1976 :   Finaliste
- 1978 :   Troisième
- 1980 : 4e
- 1981 :   Troisième
- 1983 : 6e
- 1985 : 4e
- 1987 : 4e
- 1989 :   Finaliste
- 1991 : 5e